# Carl Abraham Grevillius
Carl Abraham Grevillius, född 19 oktober 1781 i Skänninge församling i Östergötlands län, död 21 augusti 1858 i Veta församling i Östergötlands län, var en svensk präst.

## Biografi
Carl Abraham Grevillius föddes 1781 i Skänninge. Han var son till garvaren Carl Peter Grevillius, en son till Daniel Grevillius, och Inga Margareta Follin. Grevillius blev 1800 student vid Uppsala universitet och prästvigdes 23 november 1806. Han blev 22 november 1820 komminister i Västra Skrukeby församling, tillträdde 1822 och 31 mars 1828 komminister i Viby församling, tillträdde 1830. Han avlade 1833 pastoralexamen och blev 30 september 1840 kyrkoherde i Veta församling, tillträdde 1842. Grevillius utnämndes 17 december 1851 till prost och var 1853 respondent vid prästmötet. Han avled 1858 i Veta socken.

### Familj
Grevillius gifte sig 15 november 1822 med Susanna Catharina Blohm (1792–1875), dotter till kyrkoherden Johan Erik Blohm i Veta församling och Brita Maria Loenbom. De fick tillsammans barnen Maria Charlotta Margareta Grevillius (född 1824) som var gift med lantbrukaren Gustaf Bernhard Santesson, bankkamreren Gustaf Albert Johan Grevillius (1826–1901) i Borensberg, Anna Lovisa Vilhelmina Grevillius (född 1828) som var gift med kyrkoherden Carl Fredrik Petersson i Tåby församling, handlanden Carl August Daniel Grevillius (1830–1870) i Skänninge, Clara Amalia Susanna Grevillius (född 1832) och Claes Peter Jacob Grevillius (1835–1853).